# Nina Berman
Nina Berman, née en 1960 à New York, est une photographe documentaire et cinéaste américaine.

## Biographie
Nina Berman est titulaire d’un Baccalauréat en arts de l'université de Chicago, et d’un Master de l'école supérieure de journalisme de l'université Columbia.
Elle commence sa carrière en 1988, en tant que photographe indépendante, travaillant sur commande pour les plus grands magazines du monde, notamment Time, Newsweek, Life, Fortune, The New York Times Magazine, le New York Magazine, German Geo, French Geo, ou le Sunday Times Magazine. Elle couvre un large éventail de sujets, des femmes assiégées pendant la guerre en Bosnie et en Afghanistan, aux questions nationales de justice pénale, de droits reproductifs et de processus politique.
Depuis 2009, la photographe est membre de l'agence photographique NOOR, basée à Amsterdam. En 2012, elle devient professeure associée de journalisme à l'université de Columbia. Avant de rejoindre la faculté de journalisme, elle a enseigné la photographie documentaire à l'International Center of Photography, au Whitney Museum of American Art, au Contemporary Image Collective à Le Caire, au Foto Department de Saint-Pétersbourg, et à Al Liquindoi de Cadix.

## Carrière professionnelle
Le travail très varié de Nina Berman porte notamment sur la politique américaine, le militarisme, la contamination environnementale et les traumatismes post-violence. Elle est l’auteure de trois monographies, Purple Hearts - Back from Iraq (2004), Homeland (2008), une exploration de l'Amérique post-11 septembre 2001, et An autobiography of Miss Wish (2017),. Ses photographies et vidéos sont exposées dans des musées et événements du internationaux, dont le Brooklyn Museum, lors de la biennale du Whitney Museum of American Art en 2010, ou du festival Dublin Contemporary en 2011,,,.
Nina Berman est lauréate d’une bourse de la New York Foundation for the Arts, et de plusieurs prix de photojournalisme, dont deux prix de la World Press Photo Foundation, et un prix Hasselblad,.
En 2003, elle entame un projet pluriannuel consistant à photographier et à interviewer des vétérans blessés lors de la guerre d'Irak.  La série Purple Hearts est publiée dans douze pays, et transformée en un long métrage documentaire et une exposition éducative.
En 2005, la photojournaliste reçoit la première bourse de distribution de documentaires de l'Open Society Institute, et se déplace dans les écoles secondaires, les campus universitaires et les centres communautaires des États-Unis, avec le vétéran de l'armée Robert Acosta, pour présenter et exposer le projet Purple Hearts. Son travail avec les lycéens se poursuit en 2010, par une collaboration avec le Whitney Museum of American Art en tant qu'artiste en résidence dans le cadre du programme Youth Insights,,.
En 2011, Nina Berman élabore un programme d'enseignement artistique pour les lycéens avec le Whitney Museum of American Art, basé sur ses images de vétérans américains blessés pendant la guerre d'Irak, et sur sa série Homeland,.
En 2017, Nina berman présent le court documentaire Triumph of the Shill, et réimagine le classique de propagande nazie de Leni Riefenstahl datant de 1935, comme un modèle esthétique pour considérer l'inauguration présidentielle de 2017; et l'élection de Donald J. Trump,.    

## Publications

### Monographies
- Purple Hearts – Back from Iraq, Trolley, Londres, 2004,  (ISBN 9781904563341)
- Homeland, Trolley, Londres, 2008,  (ISBN 9781904563723)
- An autobiography of Miss Wish, Kehrer, Heidelberg, 2017,  (ISBN 9783868288117)

### Catalogues et ouvrages
- Crimes of War: What the Public Should Know, Roy Gutman, David Rieff, Norton, 1999,  (ISBN 978-0393047462)
- Humans Being: Disability in Contemporary Art, Chicago Cultural Center, Chicago, 2006,  (ISBN 9780938903390)
- War Stories, Massachusetts College of Art and Design, Boston, 2008
- The Pursuit of Happiness, Stitching Fotografie, Noorderlicht, 2009,  (ISBN 978-9076703404)
- A History of Women Photographers, Naomi Rosenblum, Abbeville Press Publishers, New York, 2010,  (ISBN 978-0789209986)
- A New American Photographic Dream: US Today After, Gilles Verneret, Silvana Editoriale, Milan, 2010,  (ISBN 978-8836618125)[18]
- Whitney Biennial 2010, Whitney Museum of American Art, New York, 2010,
- Disquieting Images, Germano Celant /Melissa Harris, Skira, Milan, 2011,  (ISBN 9788857208671)
- Ugliness: A Reconsideration, I.B. Tauris, Londres, 2012,  (ISBN 9781780766454)

- Photographs Not Taken, Will Steacy, Daylight Books, 2012,  (ISBN 978-0983231615)
- Making History, RAY Fotografieprojekte, Francfort, 2012,  (ISBN 978-3775733380)
- Bosnia - 1992-1995, Jon Jones and Gary Knight, Sarajevo, 2012,  (ISBN 978-0985337605)
- War/Photography: Images of Armed Conflict and its Aftermath, Anne Wilkes Tucker, MFAH, 2012,  (ISBN 978-0300177381)
- Photojournalists on War: The Untold Stories from Iraq, Mike Kamber, University of Texas, 2013,  (ISBN 978-0292744080)
- Trolleyology, Gigi Giannuzzi/Hannah Watson, Trolley, Londres, 2013

## Filmographie
- 2017 : Triumph of the Shill[19]

## Expositions

### Parmi une liste non exhaustive
- Purple Hearts, Moving Walls, Open Society Institute, New York, 2005
- Nina Berman: Purple Hearts, Jen Bekman Gallery, New York, 2007
- Visa Pour L'Image, Perpignan, France, 2008[20]
- War Stories, Massachusetts College of Art, Boston, 2008[11],[21]
- Gage Gallery, Roosevelt University, Chicago, 2009[22]
- Purple Hearts, War Photo Limited, Dubrovnik, Croatie, 2009[23]
- US Today After, Musée des Confluences, Lyon, 2010[24]
- Biennial 2010, Whitney Museum of American Art, New York, 2010[25]
- Disquieting Images, Milano Triennale Milan, 2010
- Metropolis, Noorderlicht Photo Festival, Groningue, 2011
- Generation 9-11, GEMAK The Hague, 2011[26]
- Changes, Halle 14, Leipzig, 2011[27]
- Dublin Contemporary, Dublin, 2011
- New York in Color, Howard Greenberg Gallery, New York, 2012
- To What Purpose? Photography as Art and Document, Weatherspoon Art Museum, Greensboro, 2012[28]
- Helsinki Photography Biennial, Helsinki, 2012,
- Bronx Gardens, Bronx Documentary Center, Bronx, 2012[29]
- RAY 2012, Frankfort, 2012[30]
- The Kids Are All Right, John Michael Kohler Arts Center, Sheboygan, Wisconsin, 2012[31]
- War/Photography: Images of Armed Conflict and Its Aftermath, Museum of Fine Arts, Houston, Houston, 2012[32]
- Courage and Strength, Honolulu Museum of Art, Honolulu, 2012
- Flesh and Bone: Photography and the Body, Portland Art Museum, Portland, 2012
- The Reality of Fiction, Denver Month of Photography, Red Line Gallery, Denver, 2013[33]
- War is for the Living, Sylvia Wald/ Po Kim Art Gallery, New York, 2013[34]
- War/Photography: Images of Armed Conflict and Its Aftermath, Annenberg Space for Photography, Los Angeles, 2013
- Solutions by NOOR, Maison de la Photographie Robert-Doisneau, Gentilly, 2013
- Corcoran Gallery of Art, "War/Photography: Images of Armed Conflict and Its Aftermath", Washington D.C, 2013
- Marcellus Shale Documentary Project, Center for Photography at Woodstock, Woodstock, 2013
- Fractured: the Shale Play, Photoville, Brooklyn, New York, 2013
- Photoville "Fractured: the Shale Play", Brooklyn, New York, 2013
- In God We Trust, Zacheta National Gallery of Art, Varsovie, 2013[35]
- War/Photography: Images of Armed Conflict and Its Aftermath, Brooklyn Museum, Brooklyn, 2013
- The Sensory War: 1914-2014, Manchester Art Gallery, Manchester, 2014
- Marcellus Shale Documentary Project, Palmer Art Museum, State College, 2014
- Putain de Guerre: 1914- 2014, Le Musée des Beaux-Arts Charleroi, Charleroi, 2014
- Blue Sky at 40, Portland Art Museum, Portland, Oregon, 2014

## Récompenses
- 1993 : Pictures of the Year International
- 1997 : Pictures of the Year International
- 1998 : Pictures of the Year International
- 1999 : Pictures of the Year International
- 2005 : Bourse documentaire de l'Open Society Institute
- 2005 : Prix de la Fondation World Press Photo
- 2006 : Bourse de la Fondation de New York pour les arts
- 2007 : Pictures of the Year International
- 2007 : Prix de la Fondation World Press Photo
- 2009 : PDN Annual Book Award
- 2009 : Prix Hasselblad Masters
- 2014 : Prix annuel du photographe du projet Josephine Herrick
- 2016 : Prix The Aftermath Project Grant Award[36]
- 2017 : Bourse Susan E. Tifft, Centre d'études documentaires, Université Duke[37]